# 赤峰玉龍空港
赤峰玉龍空港（せきほうぎょくりゅうくうこう、中国語: 赤峰玉龙机场、英語: Chifeng Yulong Airport (IATA: CIF, ICAO: ZBCF)）は、中華人民共和国内モンゴル自治区赤峰市に位置する軍民共用空港。

## 沿革
元々この場所には蒙古聯合自治政府時代から簡単な飛行場があった。中華人民共和国成立後は人民解放軍が使用していたが、ジョーオダ・アイマク（昭烏達盟）と赤峰市の人民政府が1958年より赤峰空港を修復し、長さ1600メートル、幅50メートルの滑走路を整備。
1991年に滑走路を1800メートルに延長し、BAe 146級機材の対応可能とした。2004年には国務院と中央軍事委員会が拡張計画を承認し、中国人民解放軍空軍の使用も開始し、軍民共用とした。2007年に工事完了、2008年3月に赤峰玉龍空港として開港した。滑走路は長さ2500メートル、幅50メートルとし、B737-800、A320も対応出来る4C級空港となった。2014年には内蒙古機場集団公司の指導のもとさらに拡張した。2013年より「呼赤支線快線（フフホト・赤峰ブランチエクスプレス）」の就航により、一日8〜10便がフフホト＝赤峰間で運行している。

### 拡張
2020年9月18日0時から9月27日24時まで、赤峰玉龍空港は10日間をかけて、道路面300メートルを延長し、平行する滑走路と南北端にある連絡道路を整備して、300メートル延長された滑走路は2800メートルになった。9月28日、空港は工事終了し再開された。

## 就航地
2017年-2018年冬春シーズン
| 航空会社           | 就航地               |
| ------------------ | -------------------- |
| 華夏航空（G5）     | 包頭、大連、フフホト |
| 中国聯合航空（KN） | 北京/大興            |
| 中国国際航空（CA） | 北京/首都、フフホト  |
| 長竜航空（GJ）     | ハルビン、杭州       |
| 天津航空（GS）     | フフホト、瀋陽、天津 |
| 中国東方航空（MU） | 天津                 |